# Tristerix corymbosus
Tristerix corymbosus là một loài thực vật có hoa trong họ Loranthaceae. Loài này được (L.) Kuijt miêu tả khoa học đầu tiên năm 1988.

## Hình ảnh

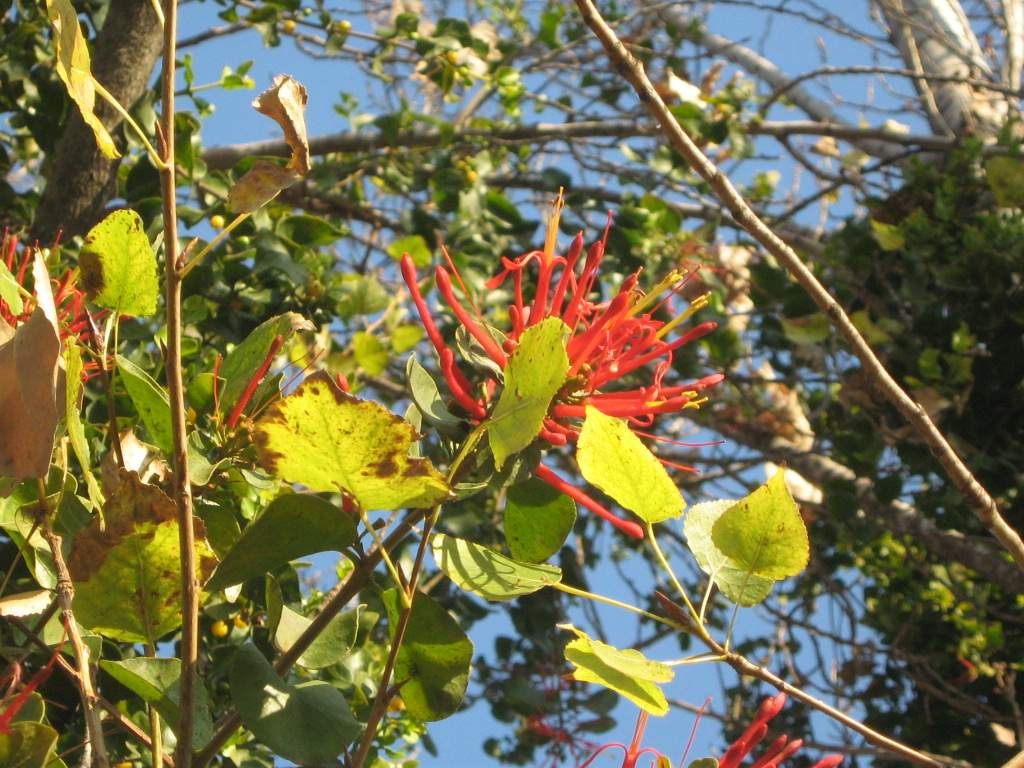
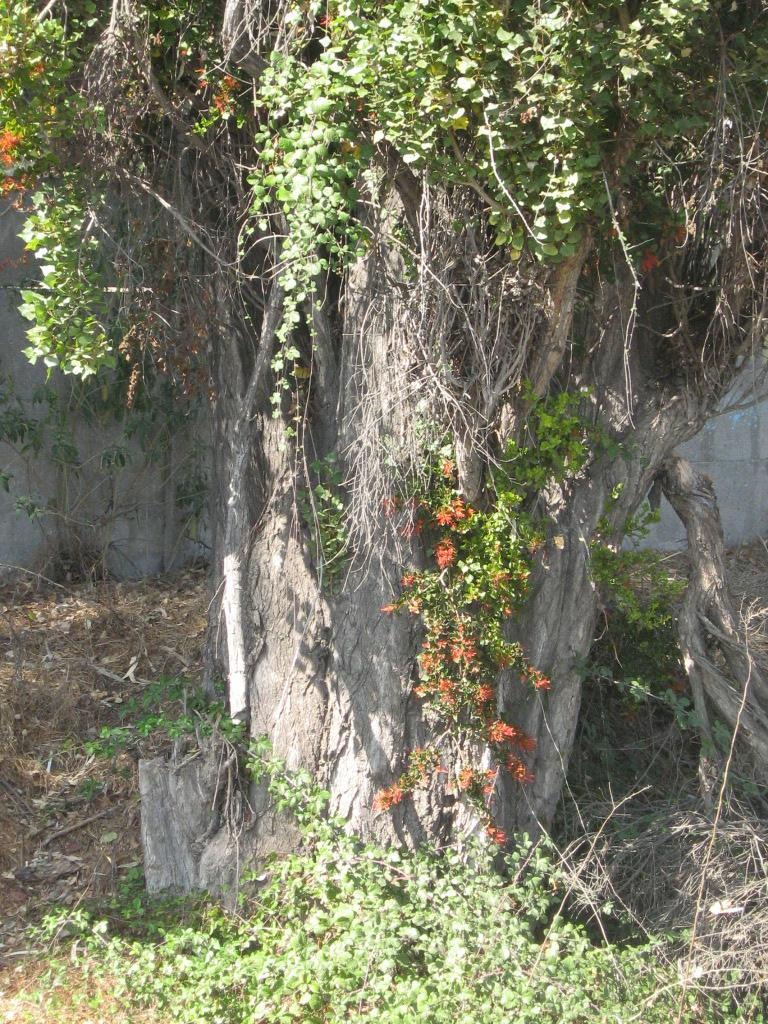
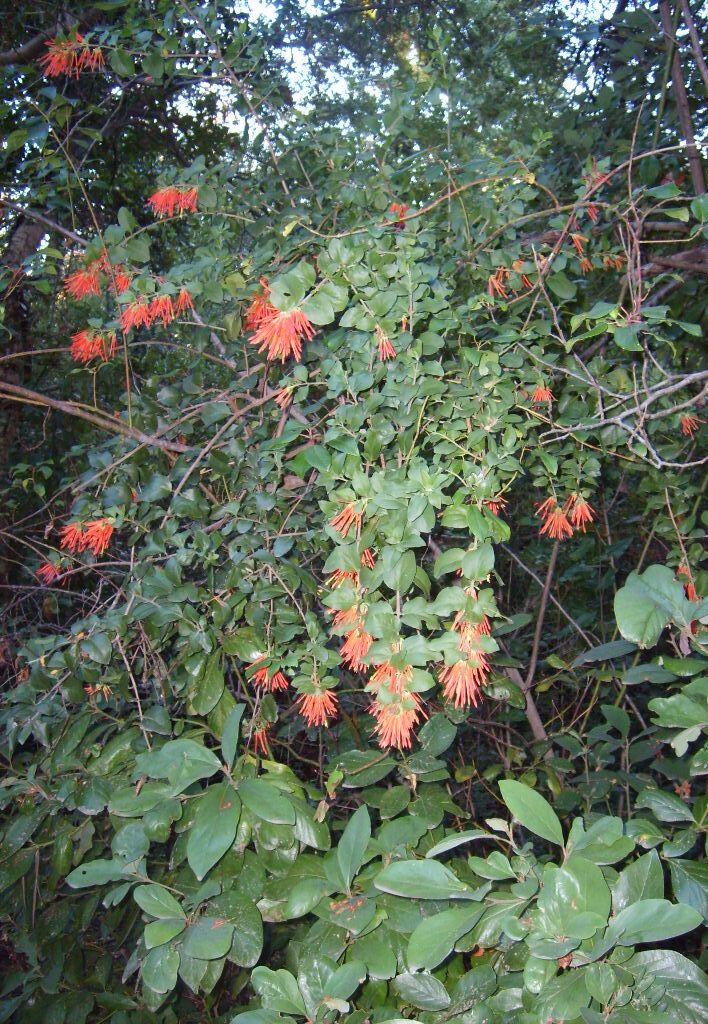